# Raztez
Raztez – wieś w Słowenii, w gminie Krško. W 2018 roku liczyła 80 mieszkańców.